# Магнитогорский государственный технический университет
Магнитогорский государственный технический университет (МГТУ) имени Г. И. Носова — Федеральное государственное бюджетное образовательное учреждение высшего образования, г. Магнитогорск. В апреле 2017 года стал одним из региональных опорных университетов.
В 2014 году прошло слияние Магнитогорского государственного технического университета им. Г. И. Носова и Магнитогорского государственного университета.

## История
Основан 22 марта 1934 года как Магнитогорский горно-металлургический институт. В 1995 году переименован в Магнитогорскую горно-металлургическую академию. В 1998 году переименован в Магнитогорский государственный технический университет.

## Деятельность
В университете и его филиале обучаются около 15 000 студентов по 753 образовательным программам высшего образования и 20 специальностям среднего профессионального образования,  в том числе: 423 образовательные программы бакалавриата по 51 направлению подготовки, 107 образовательных программ  специалитета по 8 специальностям, 138 образовательных программ магистратуры по 34 направлениям подготовки, 85 образовательных программ подготовки аспирантов по 15 направлениям. Действует 6 докторских диссертационных советов по 11 научным специальностям, работают 106 докторов наук и 502 кандидата наук.

## Ректоры
- 1934—1937 — Антон Михайлович Упенек
- 1937—1939 — Алексей Андреевич Безденежных
- 1939—1946 — Пётр Васильевич Журавлёв
- 1946—1947 — Алексей Андреевич Безденежных
- 1947—1948 — Владимир Михайлович Огиевский
- 1949—1954 — Алексей Андреевич Безденежных
- 1954—1956 — Михаил Галактионович Новожилов
- 1956—1968 — Николай Ефимович Скороходов
- 1968—1976 — Николай Иванович Иванов
- 1976—1989 — Виталий Макарович Рябков
- 1989—2007 — Борис Александрович Никифоров[9]
- 2007—2017 — Валерий Михайлович Колокольцев[10]
- 2017—2022 — Михаил Витальевич Чукин[11][12]
- с 2022 года — Дмитрий Вячеславович Терентьев[13][14][15]

## Издания
Печатный орган МГТУ — газета «Денница» (издаётся с 1956, до 1990 — «За кадры»).

## Известные выпускники и преподаватели
- См. Категория:Выпускники Магнитогорского технического университета
- См. Категория:Преподаватели Магнитогорского технического университета